# Uranus (film)
Uranus è un film del 1990 diretto da Claude Berri; la pellicola è inedita in Italia.